# Rörtjärnen (Degerfors socken, Västerbotten, 716707-166105)
Rörtjärnen är en sjö i Vindelns kommun i Västerbotten och ingår i Umeälvens huvudavrinningsområde.